# カンタン・ブナルドー
カンタン・ブナルドー（Quentin Beunardeau、1994年2月27日 - ）は、フランス・ル・マン出身のプロサッカー選手。ポルトガルのレイションイスSC所属。ポジションはGK。

## 経歴

### クラブ
地元クラブであるル・マンFCの下部組織で育成され、2012–13シーズンからトップチームに昇格した。シーズン開幕戦のRCランス戦でプロデビュー。
2014年1月、財政難によりアマチュア選手権に降格していたル・マンからASナンシーに移籍。ナンシーではポール・ナルディ、ダミアン・グレゴリーニに次ぐ第3キーパーという位置付けだったため、もっぱらセカンドチームでプレーした。

### 代表
年代別のフランス代表歴がある。